# یواس‌اس هوکینگ (ای‌پی‌ای-۱۲۱)
یواس‌اس هوکینگ (ای‌پی‌ای-۱۲۱) (به انگلیسی: USS Hocking (APA-121)) یک کشتی بود که طول آن ۴۵۵ فوت (۱۳۹ متر) بود. این کشتی در سال ۱۹۴۴ ساخته شد.